# Batalhão

Símbolo tático da OTAN para um batalhão de infantaria.

O batalhão é uma unidade militar constituída por duas ou mais companhias, sendo tradicionalmente comandada por um coronel, tenente-coronel ou um major. Normalmente, tem um efetivo médio que pode ir de 500 a 800 militares. Dois ou mais batalhões podem constituir um regimento ou uma brigada.
A nomenclatura das unidades de escalão batalhão varia de exército para exército e, dentro de alguns exércitos, de arma para arma (especialidade). Por exemplo, na maioria dos exércitos, a infantaria está organizada em batalhões, mas em alguns deles, as unidades equivalentes de outras armas têm outras designações como "grupo" ou "esquadrão".
O batalhão é, normalmente, a menor unidade militar capaz de realizar operações independentes, ou seja, sem estar integrada numa unidade ou comando superior, apesar de alguns exércitos disporem de unidades menores que são autossustentáveis. Dependendo do modelo organizacional em vigor no exército em que se integra, o batalhão pode pertencer a um regimento ou a uma brigada. Normalmente, o grosso das subunidades de um batalhão são do tipo do próprio batalhão (infantaria, engenharia, carros de combate etc.). No entanto, cada batalhão inclui também uma subunidade de comando e, frequentemente, subunidades de apoio especializado (serviços, reconhecimento, armas pesadas etc.).

## História

Bandeira do 1.º Batalhão de Choque do Exército Francês.

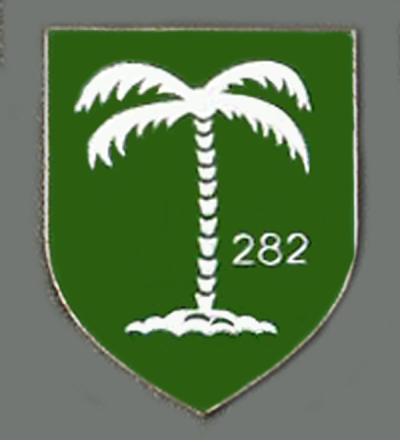
Escudo do Batalhão de Granadeiros Blindados n.º 282 do Exército Alemão.

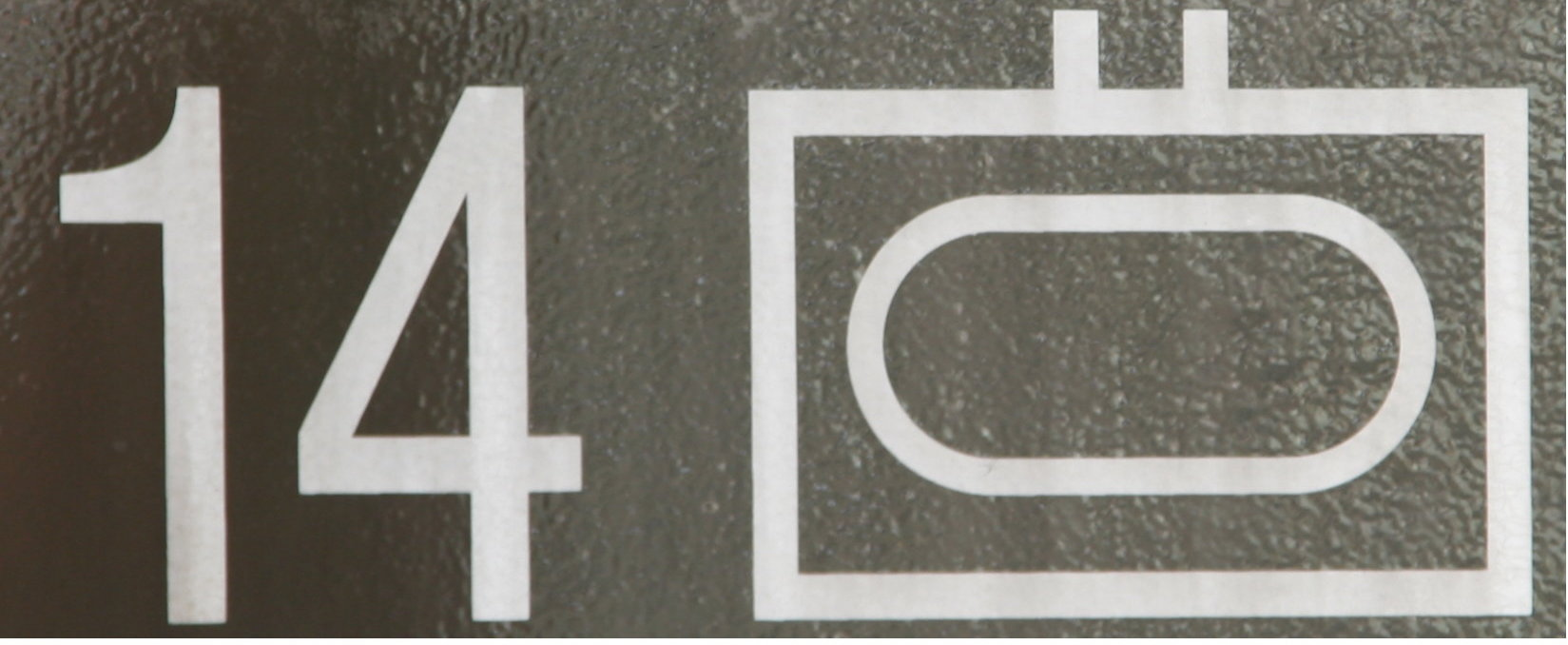
Símbolo tático do Batalhão Blindado nº 14 do Exército Austríaco.

O termo "batalhão" tem origem no italiano "battaglione", derivado de "battaglia (batalha)" e referindo-se a um conjunto de tropas mobilizadas para uma batalha. Do italiano passou para o francês como "bataillon" e daí para o português como "batalhão".

### Renascimento
Nos séculos XV e XVI, eram referidas como "batalhões" cada uma das grandes formações em quadrado que a infantaria e a cavalaria formavam em combate, sem consideração pelo seu tamanho em termos de efetivos. Nos exércitos ibéricos do Renascimento, a designação "batalhão" era aplicada às formações de infantaria, sendo as formações equiparadas de cavalaria designadas "esquadrões". O núcleo central de cada batalhão de infantaria era formado por piqueiros e designava-se "batalha".
Na época, cada batalhão ou esquadrão era formado a partir de um ou mais regimentos ou terços.

### A introdução do batalhão como unidade tática permanente
No século XVII, surgiu a necessidade da existência de unidades táticas de infantaria menores que o regimento. Em alguns exércitos europeus, estas unidades começaram a ser designadas como "batalhões". Finalmente, os batalhões começaram a tornar-se subdivisões permanentes dos regimentos de infantaria, compostas por várias companhias. Como subunidades dos regimentos, os batalhões foram introduzidos pela França em 1635, pela Prússia em 1686, pela Áustria em 1695 e pela maioria dos restantes países europeus, já durante o século XVIII.
Com a introdução dos batalhões, os regimentos passaram a ser unidades meramente administrativas, sem funções táticas, funções estas que foram assumidas inteiramente pelos batalhões. Os exércitos de alguns países adoptaram o sistema de cada regimento englobar um único batalhão. Assim, com este sistema, o regimento e o batalhão confundiam-se, constituindo as duas faces da mesma moeda, ou seja, o regimento e o batalhão eram, respetivamente, a vertente administrativa e a vertente tática da mesma entidade. O regimento, como unidade administrativa, apresentava-se taticamente em combate sob a forma de um batalhão.
Durante o século XVIII, os exércitos de alguns países organizam também batalhões independentes, não integrados em qualquer regimento. Na maioria dos casos, tratava-se de batalhões de caçadores, de atiradores ou de outros tipos de infantaria ligeira, cujas táticas de combate privilegiavam as unidades de pequena dimensão.

### A organização dos batalhões nos séculos XVIII e XIX
Até meados do século XVIII, na maioria dos exércitos, cada batalhão é composto em média por cinco a oito companhias, com um efetivo total situado entre os 500 e os 800 militares. A maioria dos soldados do batalhão são fuzileiros, armados com espingarda de pederneira com baioneta introduzida no final do século XVII. Além das companhias de fuzileiros, os batalhões começam também a integrar uma ou duas companhias de granadeiros, cuja missão inicial é a de protegerem os flancos das formações de infantaria através do lançamento de granadas de mão, passando posteriormente a ser empregadas como subunidades de assalto. Mais tarde, os batalhões passam a incluir também companhias de infantaria ligeira, como caçadores ou atiradores. As companhias de fuzileiros passam a ser genericamente conhecidas como "companhias de linha", "de centro" ou "de batalha" e as companhias de granadeiros e de infantaria ligeira como "companhias graduadas", "de flanco" ou "de elite". Em combate, ocasionalmente, as companhias de flanco são destacadas dos seus batalhões de origem e agrupadas em unidades provisórias de elite, formando assim batalhões de granadeiros, batalhões de infantaria ligeira e batalhões de flanco (estes agrupando tanto granadeiros como infantaria ligeira).
Em termos táticos, o batalhão apresenta-se em combate, geralmente, organizado em quatro divisões de batalhão, cada qual composta por dois pelotões. A companhia é apenas considerada uma subunidade administrativa, sendo ignorada na organização tática do batalhão. Cada pelotão representa a subunidade básica de manobra e de tiro de cada batalhão, sendo comandado por um tenente. A simplificação e a vantagem que existia em os soldados de cada companhia se manterem juntos e sob o comando dos seus oficiais em situações de combate, vai fazer com que o pelotão e a companhia se aproximem cada vez mais até se confundirem.
Ainda no século XVIII, os batalhões da Prússia passam a ser constituídos por apenas quatro ou cinco companhias, com um efetivo total de cerca de 800 militares. Este modelo de organização dos batalhões, com um menor número de companhias, começará a prevalecer também nos restantes exércitos já durante o século XIX. Por outro lado, a introdução das espingardas de repetição levou ao desaparecimento dos fuzileiros e dos granadeiros, passando os batalhões de infantaria a compreender apenas companhias de atiradores. No entanto, por razões históricas, alguns exércitos mantiveram as designações "fuzileiros" e até "granadeiros" para as suas companhias de infantaria.
O batalhão foi também introduzido na artilharia, ainda no século XVIII. Já a cavalaria continuou a organizar-se em esquadrões, não adotando a designação batalhão. Sobretudo durante o século XIX, também foram organizados batalhões em outras armas e serviços. No final do século, diversos exércitos dispunham de batalhões de engenharia, de telegrafistas e até de aerostação. Por outro lado, a artilharia de campanha da maioria dos exércitos deixou de usar o termo "batalhão" e passou a designar as suas unidades equivalentes como "brigadas", "corpos" ou "grupos", constituídos por baterias. Contudo, a designação "batalhão" manteve-se tradicionalmente na artilharia a pé (incluindo a de guarnição e a super-pesada).

### Introdução do Sistema Continental
No século XIX, face ao aumento do número de efetivos dos exércitos e ao consequente aumento da dificuldade em controlá-los taticamente, em alguns exércitos o regimento passa a ser uma unidade tática, de comando intermédio entre o batalhão e a brigada. Este tipo de organização passa a ser conhecido como "Sistema Continental", enquanto o anterior - em que o regimento é meramente uma unidade administrativa - passa a ser conhecido como "Sistema Regimental". No Sistema Continental, o batalhão perde consideravelmente a sua autonomia, passando grande parte das suas funções de comando tático para o regimento onde está integrado. O Sistema Continental é adoptado pela grande maioria dos exércitos, a grande exceção sendo o Exército Britânico que mantém o Sistema Regimental. No entanto, mesmo este, organiza brigadas táticas com caraterísticas muito semelhantes às dos regimentos do Sistema Continental, sendo inclusivamente comandadas por coronéis. Mesmo nos países onde vigora o Sistema Continental, algumas unidades especializadas - como as de engenharia e as de transmissões - continuam-se a organizarem-se em batalhões independentes e ficam na direta dependência dos comandos divisionários.

### Desde a Primeira Guerra Mundial
No início da Primeira Guerra Mundial, os batalhões de infantaria da maioria dos exércitos agrupam-se aos ternos em regimentos, compreendendo normalmente quatro companhias homogêneas, um pequeno comando e estado-maior e um efetivo de cerca de 800 militares. O armamento de cada batalhão restringe-se praticamente às espingardas individuais dos soldados, existindo poucas ou nenhumas metralhadoras e nenhum outro tipo de arma pesada. Quando muito, em alguns casos, existe uma companhia de metralhadoras em nível regimental. Devido ao novo tipo de guerra, esta situação depressa irá mudar. Depois de baixas muito pesadas, os comandos apercebem que o número de efetivos e de espingardas deixa de ter importância, em detrimento do poder de fogo. Consequentemente, por um lado, o efetivo de cada batalhão é reduzido para cerca de metade - situação também decorrente da falta de pessoal resultante das baixas - e por outro lado, são introduzidas companhias de metralhadoras em cada batalhão.
Com as lições aprendidas durante a Primeira Guerra Mundial, durante o período entre guerras, os batalhões da maioria dos exércitos adotam uma organização já muito próxima da atual. Normalmente, cada batalhão de infantaria inclui três companhias de manobra, uma companhia de comando e serviços e uma companhia de armas de apoio. A companhia de armas de apoio inclui pelotões de metralhadoras, de morteiros e de canhões anticarro. Em alguns batalhões, existe uma única companhia de comando e apoio em vez de companhias separadas de comando e serviços e de armas de apoio.
Depois da Segunda Guerra Mundial, o regimento volta a desaparecer como unidade tática na maioria dos exércitos. O batalhão ganha assim, novamente, maior autonomia tática, ficando a depender diretamente dos comandos de brigadas.

## Batalhões por países

### Brasil
No Exército Brasileiro, o Batalhão (Btl) é uma unidade normalmente comandada por um oficial superior e constituída por um certo número de companhias (normalmente entre três e cinco).
No Exército Brasileiro, muitos confundem um batalhão com um regimento, porém é importante ressaltar a diferença dos mesmos, a diferença entre regimento e batalhão está na escala e na função das unidades. Um batalhão é uma unidade intermediária, composta por várias companhias, especializado em diferentes armas e serviços. Já um regimento é uma unidade maior, que inclui vários batalhões, esquadrões ou baterias, além de unidades de apoio. Regimentos têm uma história e tradição distintas, desempenhando papel crucial na administração e no comando de unidades menores dentro de uma mesma especialidade
Na infantaria do Exército Brasileiro, um batalhão é formado por três companhias de fuzileiros mais uma companhia de comando e apoio (CCAp). Além do armamento empregado pelas companhias, um batalhão de infantaria pode contar com morteiros pesados, canhões sem recuo e mísseis dos pelotões orgânicos da CCAp.

### EUA

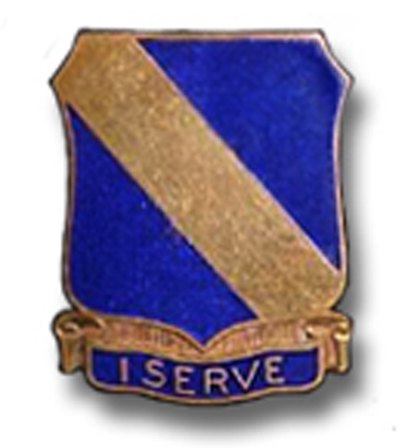
Brasão do 1.º Batalhão do 51.º Regimento de Infantaria do Exército do EUA.

No Exército dos EUA e no Corpo de Marines, uma batalhão constitui uma unidade composta por um comando e por duas ou mais baterias, companhias ou tropas. Normalmente são identificados por ordinais (ex.: 1º Batalhão) e normalmente têm subunidades identificadas por letras (ex.: Bateria A, Companhia B ou Tropa C). Os batalhões são organizações táticas e administrativas com uma capacidade limitada para planear e conduzir operações independentes, sendo normalmente componentes orgânicos de brigadas, grupos ou regimentos. Nas tropas herdeiras da antiga cavalaria, a unidade equivalente ao batalhão é designada "esquadrão".
Um batalhão do Exército dos EUA inclui o comandante de batalhão (tenente-coronel), o seu estado-maior e comando, o sargento-mor de comando e de três a cinco companhias, com um total de entre 300 e 800 soldados. Um regimento é constituído por entre 2 e 3 batalhões orgânicos, enquanto que a brigada inclui entre seis e oito batalhões independentes.
Durante a Guerra Civil Americana, o batalhão de infantaria ou de cavalaria consistia num agrupamento ad hoc de companhias retiradas aos seus regimentos de origem, já que estes tinham, na época, dez companhias, cada um, que não se agrupavam em batalhões. As companhias eram designadas alfabeticamente de "A" a "K", excluindo o "J" uma vez que este se confundia com o "I". A excepção eram alguns regimentos de infantaria regular que incluíam três batalhões orgânicos, cada um com seis companhias, estas designadas numericamente de 1 a 6 em cada batalhão. Depois de 1882, os batalhões de cavalaria foram redesignados "esquadrões" e as suas companhias passaram a designar-se "tropas".
Durante a Segunda Guerra Mundial, a maioria dos regimentos de infantaria era composta por três batalhões (o 1º, o 2º e o 3º), cada um deles sendo composto por quatro companhias. Assim, as companhias A, B, C e D faziam parte do 1º Batalhão, as E, F, G e H do 2º Batalhão e as I, K, L e M do 3º Batalhão. Tradicionalmente, continuava a não existir Companhia J. Era frequente, um batalhão ser adido temporariamente a um regimento diferente. Por exemplo, durante a confusão e a elevada taxa de baixas no Desembarque da Normandia, de modo a reforçar regimentos muito enfraquecidos, os batalhões e até as companhias eram movidos de uma unidade para a outra sempre que necessário.
A partir da década de 1960 e até o início da década de 1980, um típico batalhão de manobra (infantaria ou carros de combate) dispunha de cinco companhias, das quais a companhia de comando, as companhias A, B e C e a companhia de apoio de combate. A companhia de apoio de combate incluía pelotões de exploração e de morteiros, bem como outros elementos que variavam de acordo com o tipo de batalhão e que podiam incluir um pelotão de mísseis anticarro, uma secção de radar de vigilância terrestre e uma secção de mísseis antiaéreos portáteis.
Em meados da década de 1980, desapareceu a companhia de apoio de combate. Os pelotões de morteiros e de exploração foram integrados na companhia de comando, os elementos de radar de vigilância e de defesa antiaérea passaram para unidades desse tipo e os pelotões de mísseis anticarro dos batalhões de infantaria formaram uma companhia própria (Companhia E). Ao mesmo tempo, à maioria dos batalhões de infantaria e de carros de combate, foi acrescentada uma quarta companhia de manobra (companhia D). No âmbito desta estrutura, para fins táticos, os batalhões de infantaria mecanizada e os batalhões de carros de combate, cruzavam companhias entre si, formando forças-tarefa da envergadura de batalhões.
A partir da Transformação iniciada em 2005-2006, os batalhões de infantaria mecanizada e de carros foram reorganizados em batalhões de armas combinadas. Deixaram de existir batalhões de carros de combate e de infantaria mecanizada. Os novos batalhões de armas combinadas são unidades modulares, cada uma consistindo numa companhia de comando, duas companhias de infantaria mecanizada, duas companhias blindadas, uma companhia de engenharia e uma companhia de apoio avançado. Esta nova estrutura eliminou a necessidade do cruzamento de companhias entre batalhões, uma vez que cada batalhão de armas combinadas tem as companhias orgânicas de que necessita. Em um nível superior, cada brigada pesada é composta por dois batalhões de armas combinadas, um esquadrão de reconhecimento blindado, um grupo de fogos (artilharia de campanha), um batalhão especial de tropas e um batalhão de apoio de brigada.
Cada batalhão do Corpo de Marines dos EUA inclui um comando de batalhão, que consiste no comandante (tenente-coronel ou coronel), no oficial executivo (segundo comandante), no sargento-mor e no estado-maior executivo (incluindo os elementos S-1 a S-8). O comando do batalhão é apoiado por uma companhia ou bateria de comando e serviços. Um batalhão normalmente contém entre duas e cinco companhias ou baterias orgânicas, com um efetivo total de entre 500 e 800 marines. Um batalhão de infantaria dos Marines tipicamente inclui - além da companhia de comando e serviços - três companhias de atiradores e de uma companhia de armas. As companhias de atiradores ou de linha são designadas alfabeticamente de A até M, dependente da ordem do seu batalhão de origem, dentro do regimento, enquanto que a companhia de armas não recebe designação alfabética. Cada regimento de Marines é formado por dois a cinco batalhões orgânicos, mais um comando regimental e uma companhia ou bataria de comando. Os regimentos de infantaria dispõem de três batalhões, os de artilharia de três a cinco e os de logística de dois ou mais.
Os batalhões de infantaria dos Marines organizam-se operacionalmente sob a forma de equipes de desembarque de batalhão (battalion landing teams), as quais constituem o elemento de combate terrestre de cada unidade expedicionária marine. Tipicamente, uma batalhão organizado segundo esta forma é reforçado com uma bateria de artilharia e com pelotões de carros de combate, veículos de assalto anfíbio, veículos de reconhecimento blindado ligeiro, de marines de reconhecimento e de engenheiros de combate. A estrutura do batalhão é projetada para se poder expandir rapidamente e incluir, se necessário, uma quarta companhia de atiradores.
Os grupos de artilharia, tipicamente, incluem quatro baterias ou mais, mas este número tem flutuado consideravelmente. A Marinha dos EUA inclui também batalhões de construção, desde a Segunda Guerra Mundial.
Os elementos mais importantes no comando e estado-maior de um batalhão dos EUA incluem: comandante, oficial executivo, sargento-mor de comando, oficial de pessoal (S-1), oficial de inteligência (S-2), oficial de operações (S-3), oficial de logística (S-4), oficial de relações públicas (S-5), oficial de comunicações (S-6), oficial aéreo, oficial médico, oficial jurista e capelão.

### Portugal

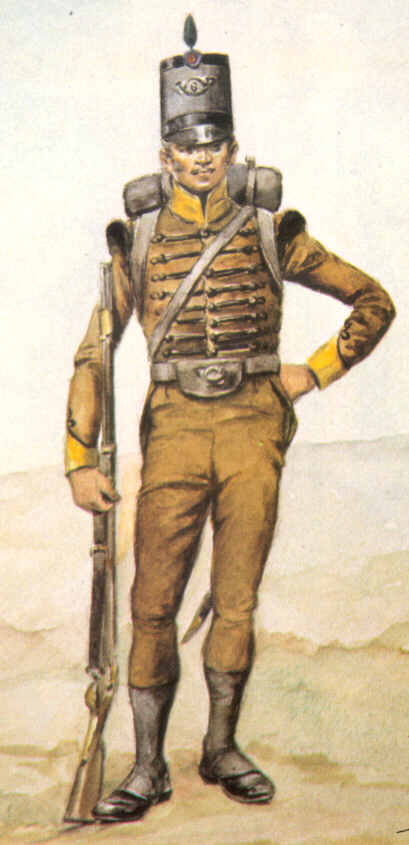
Soldado do Batalhão de Caçadores n.º 6 do Exército Português, em 1811.

No Exército Português, o batalhão faz parte da organização tradicional de todas as armas e serviços, com excepção da artilharia e da cavalaria. Nestas duas armas, as unidades equivalentes ao batalhão são designadas "grupos". O batalhão também integra a organização do Corpo de Fuzileiros da Marinha Portuguesa. Num passado recente, o batalhão existiu também nas organizações da Força Aérea Portuguesa, da Guarda Nacional Republicana e de outras forças militarizadas.
Até ao século XVII, em Portugal, o batalhão constituía a formação tática da cavalaria em combate. O batalhão poderia ser formado com uma ou mais companhias de cavalaria, que se alinhavam a três ou mais fileiras de profundidade. A formação equiparada na infantaria era designada "esquadrão". No século XVIII, a situação inverte-se, passando o batalhão e ser associado à infantaria e o esquadrão à cavalaria.
Como unidade de infantaria, o batalhão aparece individualizado a partir de 1707, altura em que, estando a combater na Guerra da Sucessão de Espanha, o Exército Português é reorganizado, sendo os seus antigos terços pagos transformados em regimentos de infantaria. O batalhão passa então a ser a componente tática do regimento de infantaria. Em combate, cada regimento desdobra-se sob a forma de um batalhão comandado pelo próprio coronel do regimento.
Em 1735, os regimentos de infantaria são reorganizados e passam a compreender dois batalhões, cada qual com dez companhias. Assim, pela primeira vez, o batalhão deixa de se de confundir com o próprio regimento e passa a constituir uma subdivisão daquele. No entanto, em 1763, cada regimento volta a compreender um único batalhão.
Na organização do Exército de 1796, resultante da experiência da participação na Campanha do Rossilhão, o Regimento de Infantaria de Lippe recebe uma organização especial, passando a estar subdividido em dois batalhões, cada qual com cinco companhias. Todos os restantes regimentos mantêm-se com um único batalhão de dez companhias. Em 1808, já em plena Guerra Peninsular, o modelo de organização do Regimento de Lippe é alargado a todos restantes regimentos de infantaria. Cada regimento passa a subdividir-se em dois batalhões, cada qual composto por quatro companhias de fuzileiros e por uma de granadeiros. Ao mesmo tempo, são formados batalhões independentes de caçadores, deixando os regimentos de infantaria de ter companhias deste tipo. Em 1828, os batalhões de caçadores serão também agrupados aos pares em regimentos.
Na reorganização do Exército de 1837, o escalão regimento é eliminado da infantaria portuguesa, passando esta a ser composta por 30 batalhões independentes. Destes, dez são de caçadores (numerados de 1 a 5 e de 26 a 30) e os restantes são de infantaria (numerados de 6 a 25). Contudo, em 1842, são re-introduzidos os regimentos de infantaria e de caçadores. A organização dos batalhões como subdivisões dos regimentos irá manter-se até 1926, variando apenas o número de batalhões por regimento, que alterna entre os dois e os cinco. Durante este período, para as várias campanhas coloniais, são organizados batalhões de marinha, compostos por marinheiros da Armada que combatem como infantaria desembarcada.
Para a infantaria do Corpo Expedicionário Português que combate na Frente Ocidental da Primeira Guerra Mundial, é adoptada uma organização britânica de brigadas a quatro batalhões, em detrimento do sistema português de regimentos de três batalhões, agrupados em brigadas de dois regimentos. Para África, são enviados vários batalhões expedicionários de infantaria e de marinha, que são as unidades de maior escalão a combater nos teatros de operações do Sudoeste Africano e da África Oriental. Por esta altura, cada batalhão de infantaria inclui quatro companhias homogéneas e um efetivo total de cerca de 1000 militares.
A organização do Exército de 1926 volta a introduzir batalhões independentes de caçadores. Estes, são unidades em elevado estado de prontidão, destinadas à cobertura das fronteiras e de outros pontos estratégicos. Cada batalhão de caçadores é composto por um comando e formação, três companhias de caçadores, uma companhia de metralhadoras e uma companhia de engenhos de acompanhamento (morteiros e canhões). Já os batalhões dos regimentos de infantaria seriam unidades de linha levantadas apenas por mobilização, cada um compreendendo um comando e formação, três companhias de atiradores e uma companhia de metralhadoras e engenhos. São criados outros batalhões independentes como os de ciclistas, de metralhadoras, de engenhos e de infantaria nas ilhas.
Depois da Segunda Guerra Mundial, seguindo a tendência da OTAN, o regimento deixa de ter importância tática, com o batalhão a subordinar-se operacionalmente diretamente à brigada.
Durante a Guerra do Ultramar, o batalhão assume grande importância na luta antiguerrilha, funcionando como comando de setor de quadrícula. Segundo o sistema de quadrícula, cada batalhão fica responsável pelo combate à guerrilha num determinado setor, com as suas companhias dispersas, cada qual sendo responsável por um subsetor. Os batalhões criados para esta função (também designados "batalhões de caçadores"), foram organizados como infantaria ligeira, sendo compostos por uma companhia de comando e serviços e três companhias de caçadores. Não foi incluída uma companhia de apoio de combate com armas pesadas, considerada desnecessária na guerra de guerrilha. Os batalhões com setores maiores ou mais difíceis podiam ter sob o seu comando companhias adicionais de caçadores. Estes batalhões são mobilizados durante os dois anos em que dura a comissão de serviço dos militares que o integram, sendo depois extintos. Alguns batalhões deste tipo são mobilizados por unidades de cavalaria e de artilharia, mantendo a designação da arma de origem ainda que se organizem e atuem como infantaria.
No Ultramar Português, são também criados batalhões independentes de caçadores paraquedistas, integrados na Força Aérea Portuguesa.
A Lei Orgânica do Exército de 2006 deixou de prever a existência de batalhões independentes, passando o regimento ou equiparado a constituir o único escalão de unidade da Estrutura Base do Exército. Os batalhões mantêm-se como unidades operacionais, sempre integrados administrativamente em regimentos ou outros órgãos de base.
Atualmente, a Componente Operacional do Sistema de Forças do Exército Português compreende os seguintes tipos de batalhões: de infantaria motorizada (BIMoto), de infantaria mecanizada (BIMec), de infantaria paraquedista (BIPara), de Comandos (BCmds), de apoio aeroterrestre (BAAt) e de apoio de serviços (BApSvc). Além destes, na Componente Fixa do Sistema de Forças, existem diversos outros tipos de batalhões como: de alunos das escolas militares, de formação das escolas práticas, de engenharia, de transmissões, de comunicações e sistemas de informação, de manutenção e de transportes.
Cada batalhão de infantaria compreende normalmente um comando, um estado-maior, uma companhia de comando e serviços, três companhias de atiradores e uma companhia de apoio de combate. O comando compreende o comandante de batalhão (tenente-coronel), o 2º comandante (major), o adjunto de comando (sargento-chefe), o oficial capelão, o oficial de ligação, o oficial médico e o chefe da secção financeira. O estado-maior inclui o centro de operações táticas - com oficiais de operações, de informações, de Cimic (cooperação civil-militar), de operações psicológicas e de transmissões - e o centro logístico-administrativo - com oficiais de logística, de manutenção e de pessoal. A companhia de comando e serviços inclui o pelotão de sapadores, o pelotão de reabastecimento e serviços, bem como as secções de transmissões, de manutenção e sanitária. As companhias de atiradores constituem as subunidades de manobra do batalhão. A companhia de apoio de combate inclui os pelotões de morteiros, anticarro e de reconhecimento, bem a secção de vigilância do campo de batalha.
No Corpo de Fuzileiros da Marinha Portuguesa existem dois batalhões de fuzileiros, um vocacionado para a segurança de instalações, guarnição de navios e abordagens em alto mar e o outro vocacionado para a realização de operações anfíbias. A força operacional dos Fuzileiros - resultante do agrupamento das suas várias unidades operacionais - constitui-se no Batalhão Ligeiro de Desembarque.

### Reino Unido
No Exército Britânico, o termo "batalhão" é usado apenas na infantaria, no Corpo de Inteligência e nos Reais Engenheiros Mecânicos e Elétricos (REME). No passado, foi também usado para designar algumas unidades dos Reais Engenheiros (que passaram a designar-se "regimentos") e para designar as unidades dos agora extintos Real Corpo de Material do Exército e Corpo de Pioneiros. Nos restantes corpos do Exército, a unidade equivalente ao batalhão é designada "regimento".
Geralmente, cada batalhão de infantaria é constituído por uma companhia de comando (headquarters company), uma companhia de suporte e três companhias de atiradores (rifle companies). As companhias de atiradores são - frequentemente, mas não sempre - designadas "companhias A, B e C". Cada batalhão é comandado por um coronel ou tenente-coronel, sendo as companhias comandadas por majores. A companhia de comando inclui elementos de sinais, quartel-mestre, aprovisionamento, inteligência, administração, pagadoria e médico. A companhia de suporte inclui pelotões anticarro, de metralhadoras, de morteiros, de pioneiros e de reconhecimento. As unidades mecanizadas, normalmente, têm adidas um destacamento ligeiro de apoio, do REME, para efetuar reparações de campo aos veículos e equipamentos.
Os elementos mais importantes no comando de um batalhão incluem: o comandante, o segundo comandante (major ou tenente-coronel), o oficial de operações (major), o ajudante, o quartel-mestre, o quartel-mestre técnico, o oficial médico regimental, o oficial administrativo regimental, o padre, o oficial de inteligência regimental, oficial de sinais regimental, o sargento-mor regimental, o sargento quartel-mestre regimental e o sargento quartel-mestre técnico regimental.
Normalmente, cada batalhão de infantaria é numerado ordinalmente dentro do seu regimento (ex.: 1.º Batalhão, Regimento Paraquedista, normalmente referido como "1 PARA"). Já os batalhões do Corpo de Inteligência e do REME são numerados cardinalmente dentro de cada um dos corpos (ex.: Batalhão 101, REME ou Batalhão de Inteligência Militar 2).
No Exército Britânico, também existem os grupos de batalhão (battalion groups) que consistem em agrupamentos táticos - permanentes ou temporários - baseados em torno de um batalhão. Um típico grupo de batalhão consiste num batalhão de infantaria ou blindado ao qual são adidas subunidades destacadas de outras unidades militares atuando sob o comando direto do comandante de batalhão. Os grupos de batalhão têm vindo a ser substituídos por grupos de batalha (battlegroups), que diferem dos primeiros por serem constituídos por uma combinação de subunidades de várias unidades, não incluindo assim todas as sububunidades de um único batalhão.